# يان بيري
يان بيري (بالإنجليزية: Ian Berry)‏ هو سياسي أسترالي، ولد في 3 نوفمبر 1951 في بريزبان في أستراليا. حزبياً، نشط في الحزب الوطني الليبرالي في كوينزلاند. وقد انتخب عضو المجلس التشريعي ولاية كوينزلاند.